# بطحيشاوات
البطحيشاوات (الاسم العلمي: Cyprinodontinae) هي أسرة من الأسماك تتبع الفصيلة البطحيشية من رتبة بطحيشيات الشكل.

## أجناس البطحيشاوات
- البطحيش